# Saltatorní kondukce

Šíření akčního potenciálu na myelinizovaných neuronech je rychlejší než u nemyelinizovaých neuronů, díky saltatorní kondukci.

Šíření akčního potenciálu podél myelinizovaných nervových vláken

Saltatorní kondukce (z latinského saltare, skákat) je šíření akčního potenciálu podél myelinizovaného axonu z jednoho Ranvierova zářezu na další zářez, čímž se zvyšuje rychlost vedení akčních potenciálů. Neizolované Ranvierovy zářezy jsou jediná místa podél axonu, kde se ionty vyměňují přes membrány axonu, což znovuvytváří akční potenciál mezi regiony axonu, které jsou izolovány myelinem..

## Mechanismus
Myelinizované axony umožňují, aby se akční potenciály vyskytovaly pouze na nemyelinizovaných Ranvierových zářezech, které se vyskytují mezi myelinovými internodii.